# ساب ۳۴۰ ای‌ئی‌دبلیو&سی
ساب ۳۴۰ ای‌ئی‌دبلیو&سی (به انگلیسی: Saab 340 AEW&C) یک هواگرد آواکس ساختِ کارخانهٔ گروه ساب در کشور سوئد است. نخستین استفاده‌کنندهٔ این هواپیما نیروی هوایی سوئد بوده‌است. این هواگرد برای نخستین بار در ۱۹۹۴ میلادی مورد استفاده قرار گرفت.